# درگیری منجمد

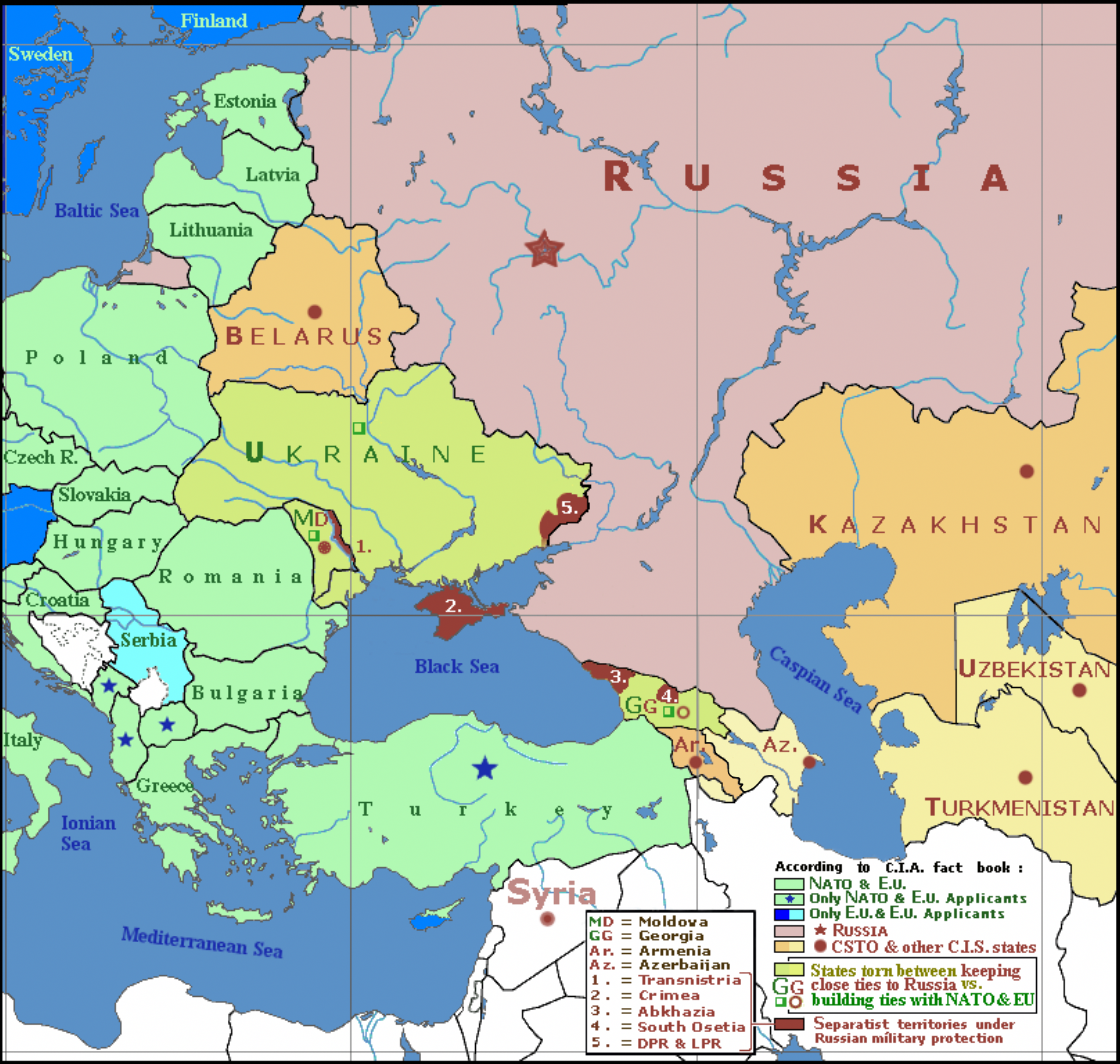
نقشه ۵ منطقه در اروپای شرقی و در قفقاز جنوبی که درگیر نبرد منجمد هستند (۲۰۲۴).

درگیری منجمد (به انگلیسی: frozen conflict) در روابط بین‌الملل، وضعیتی است که یک درگیری مسلحانه فعال به پایان رسیده اما هیچ پیمان صلح یا چارچوب سیاسی دیگری این درگیری را حل نکرده است؛ بنابراین، از نظر قانونی درگیری می‌تواند هر لحظه دوباره شروع شود و محیط ناامن و بی‌ثباتی را ایجاد کند.
این اصطلاح معمولاً برای درگیری‌های پس از اتحاد جماهیر شوروی به کار می‌رود، اما اخیراً در مورد اختلافات سرزمینی چند ساله نیز به کار می‌رود. وضعیت موجود در عمل می‌تواند با وضعیت قانونی تنها یک طرف درگیری مطابقت داشته باشد؛ مثلاً روسیه بر شبه‌جزیره کریمه ادعای حاکمیت دارد و از سال ۲۰۱۴ در پی بحران کریمه آن را کنترل می‌کند در حالی که اوکراین نیز کماکان بر این منطقه ادعای مالکیت دارد. با شروع جنگ ۲۰۲۲ اوکراین مجدداً فرضیه وقوع نبرد منجمد مطرح شد که رئیس‌جمهور اوکراین، آن را رد کرد.
گاهی نیز وضعیت موجود عملاً با ادعای رسمی هیچ طرفی از درگیری مطابقت ندارد. تقسیم کره نمونه ای از این وضعیت است که هر دو طرف، یعنی کره شمالی و کره جنوبی رسماً بر کل شبه‌جزیره کره ادعای مالکیت دارند. با این حال مرز مشخصی بین مناطق تحت کنترل دو کشور وجود دارد.
نبردهای منجمد گاهی نتیجه وجود کشورهای با رسمیت محدود هستند. برای نمونه، اوستیای جنوبی حاصل درگیری منجمد گرجستان و اوستیا است که توسط هشت کشور دیگر، از جمله پنج عضو سازمان ملل به رسمیت شناخته شده است.